# Epicauta montara
Epicauta montara är en skalbaggsart som beskrevs av Ballmer 1980. Epicauta montara ingår i släktet Epicauta och familjen oljebaggar. Inga underarter finns listade i Catalogue of Life.